# 理工大学站 (成都市)
理工大学站位于中華人民共和國四川省成都市成华区中环路二仙桥东路段，是成都地铁7号线和成都地铁8号线的地下岛式站台车站，因靠近成都理工大学而得名，于2017年12月6日启用。在7号线建设期间，本站曾使用工程名“成都理工站”。

## 车站结构
理工大学站为地下两层岛式站台车站，站长228米，标准段宽22.1米，总建筑面积9876平方米。
|                   |  | 7号线外环（二仙桥） |
| 島式 · 開左邊车门 |  |                     |
|                   |  | 7号线内环（崔家店） |

|                                  |  | 8号线往桂龙路（十里店） |
| 島式 · 開左邊车门 · 无障碍卫生间 |  |                         |
|                                  |  | 8号线往龙港（东郊记忆） |

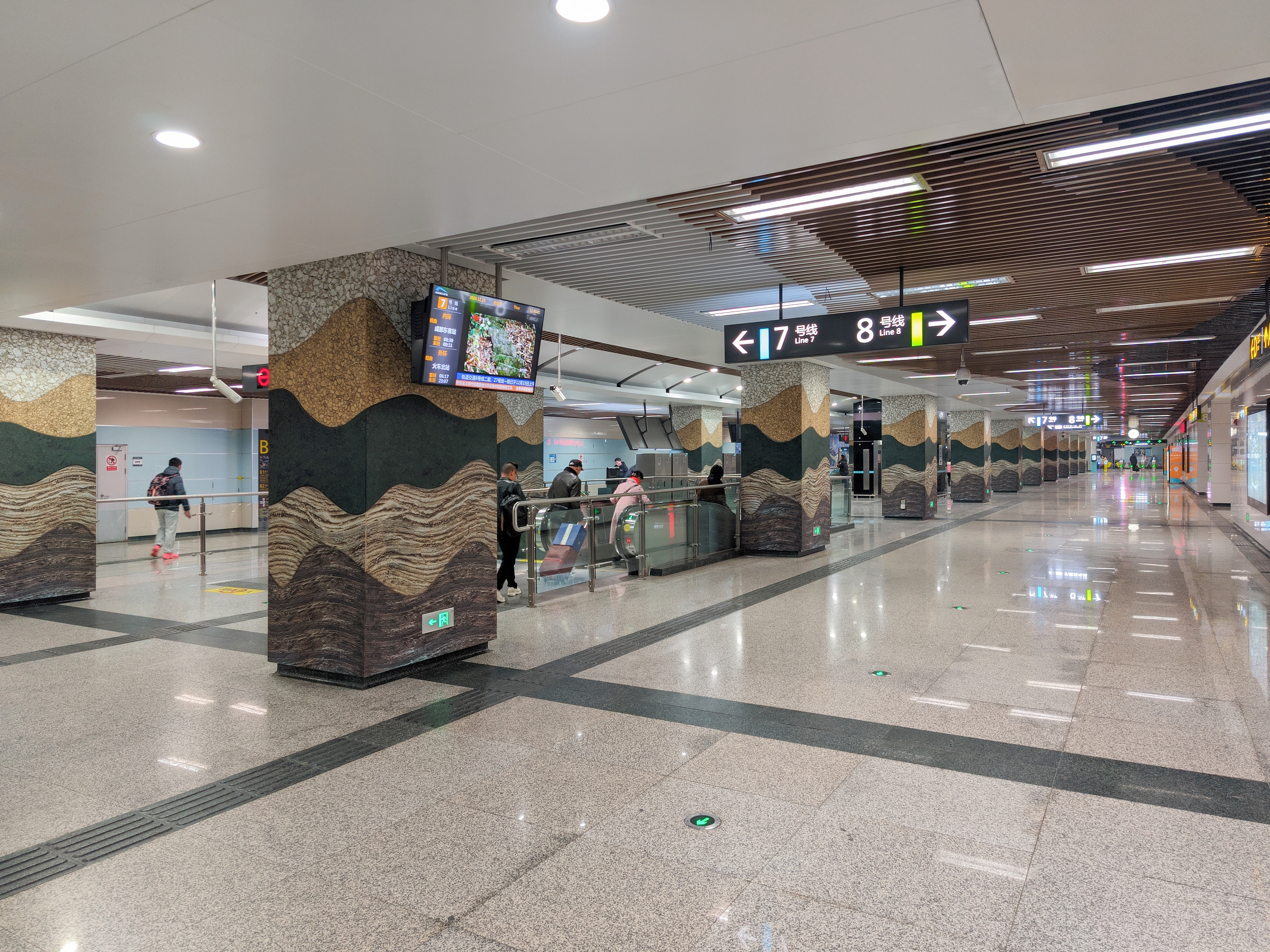
7号线站厅层
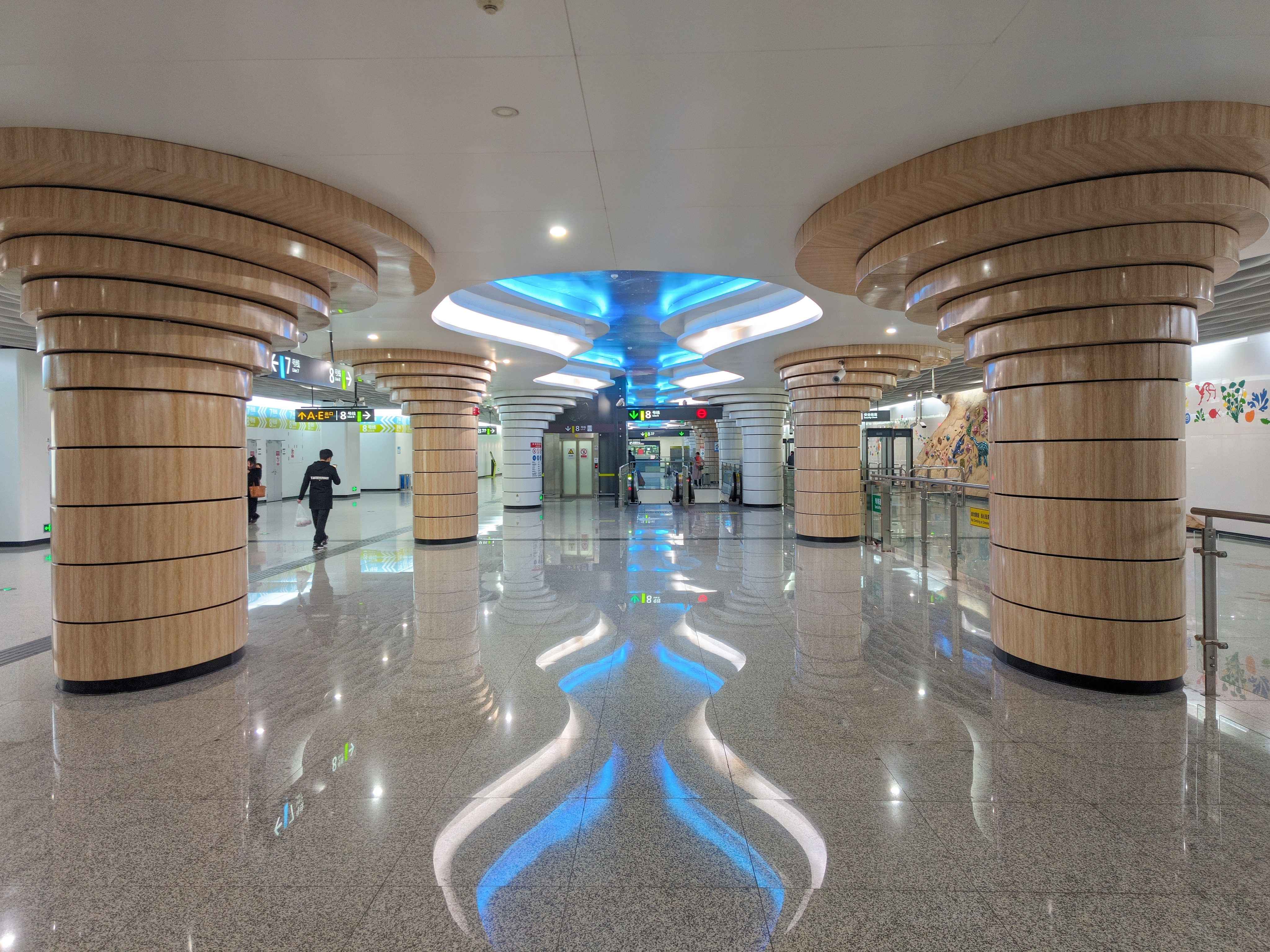
8号线站厅层
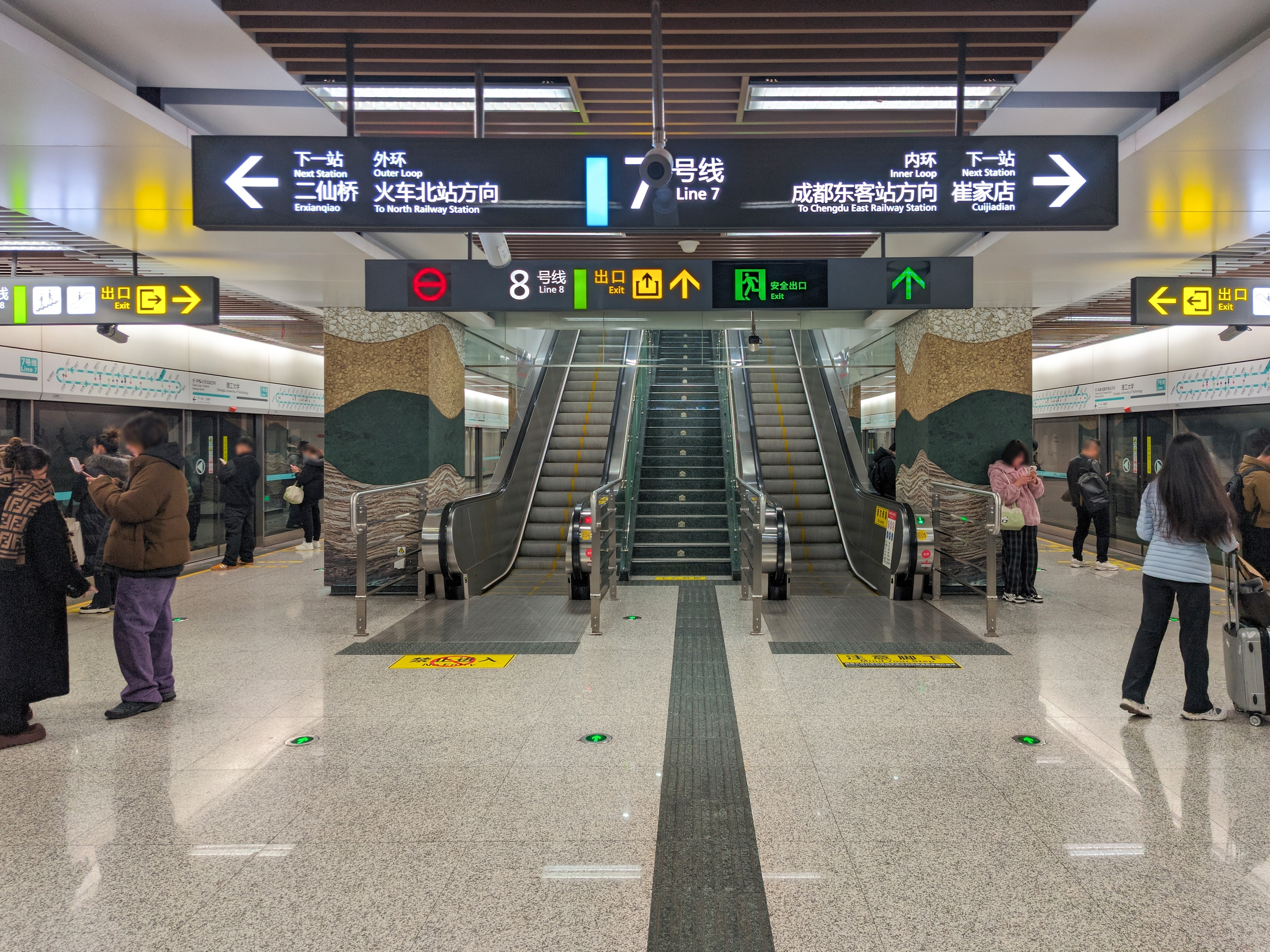
7号线站台层
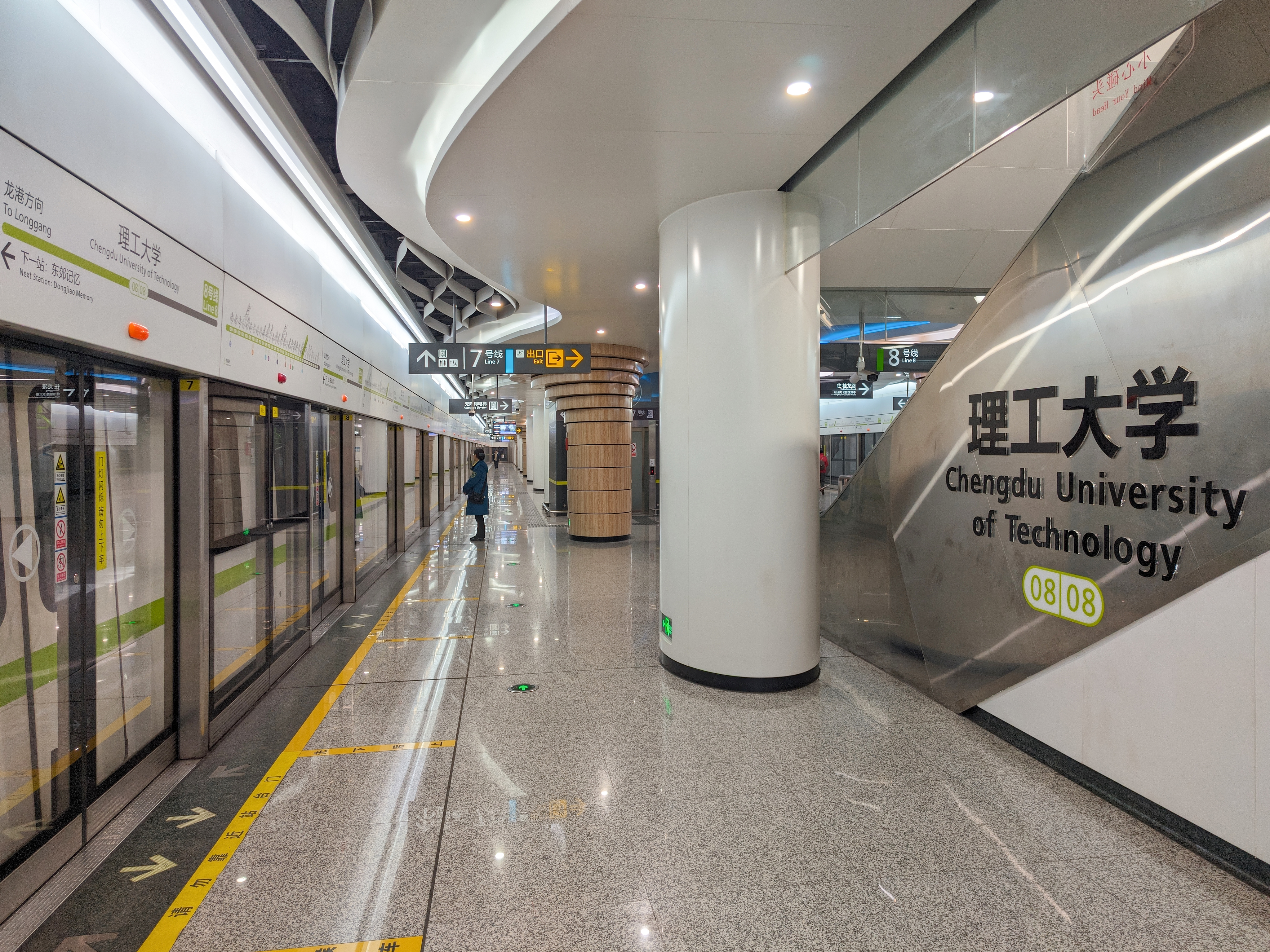
8号线站台层
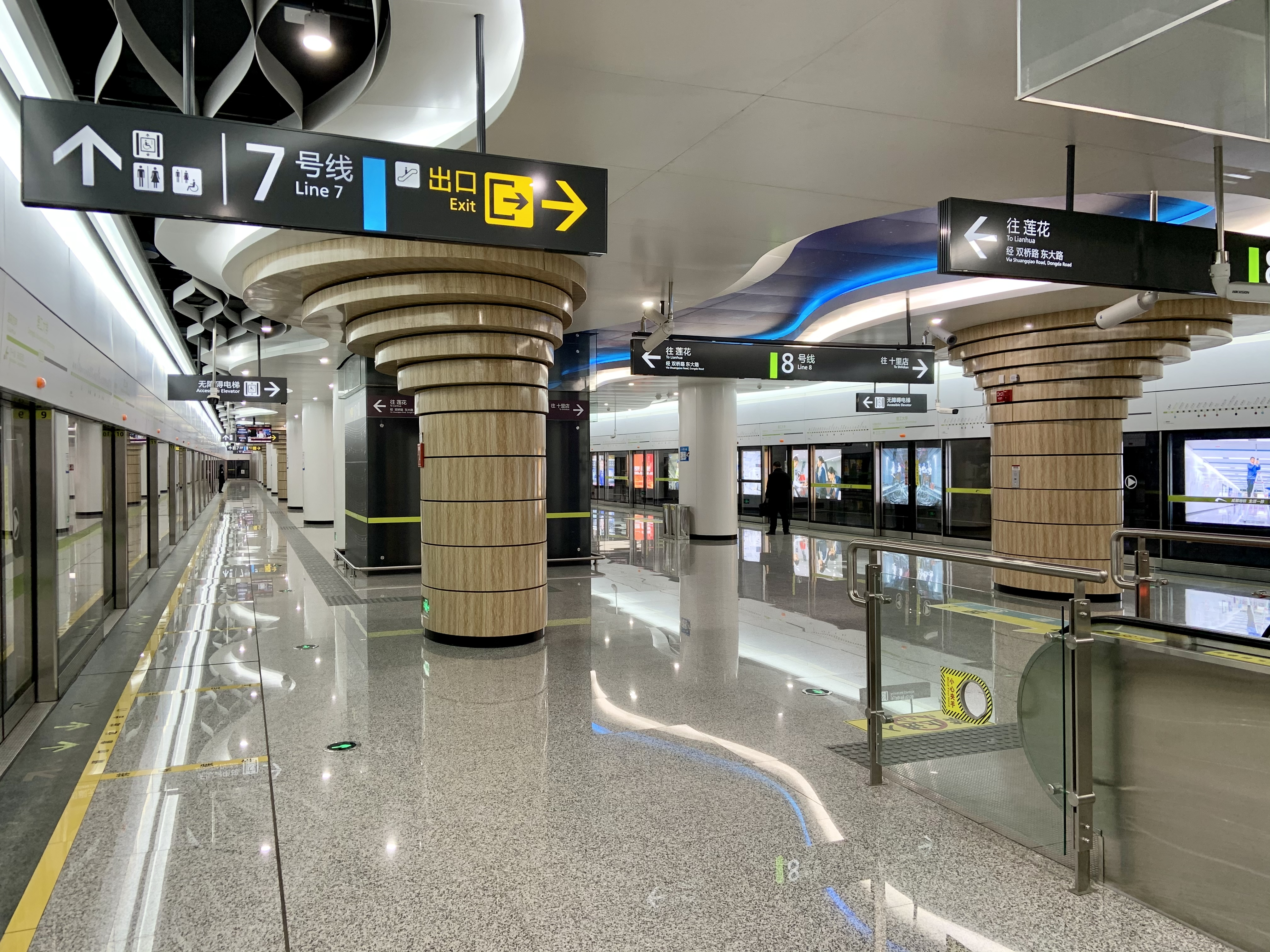
8号线站台层
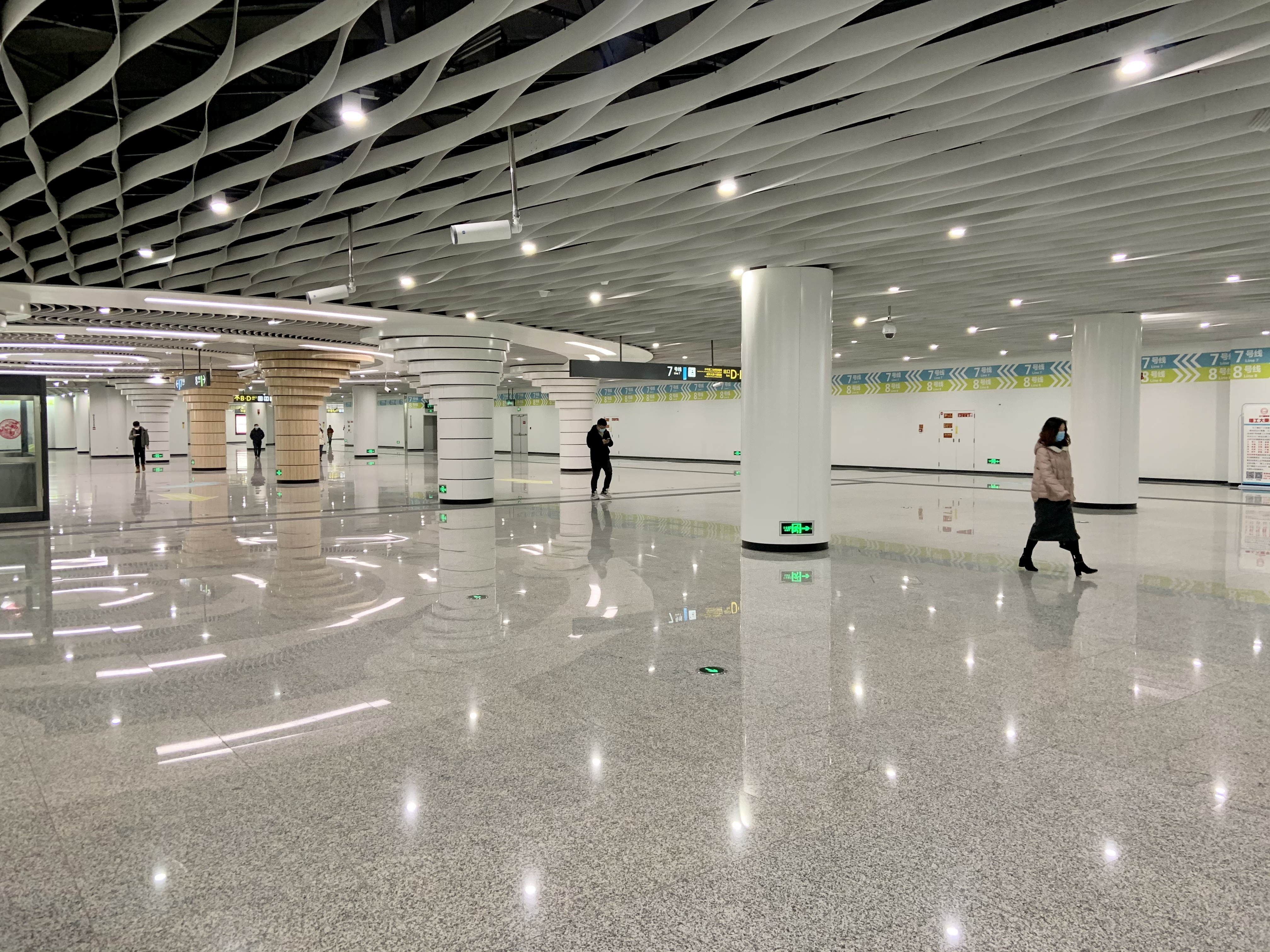
7/8号线站厅换乘连接处

## 内装与公共艺术
本站为7号线8座重点艺术站之一。
车站所紧邻的成都理工大学原名为成都地质勘探学院，学校拥有一座享有较高知名度的以地质学类藏品为主的自然博物馆，其中拥有中国国家级及世界级的精品和珍品，如“合川马门溪龙”、“大竹重庆鱼”、“隆昌铁陨石”等，考虑到这一地域文化，在车站空间打造上，主要以成都平原地质构造为设计元素，柱面以微晶石彩雕的工艺展现地质岩层，天花采用方通穿插处理，以抽象的曲线手法表现地质构造的特性。

### 艺术壁《马门溪龙》
分为《恐龙家园》《梦回远古》和《神秘星球》三个主题场景，塑造以马门溪龙为主体的天府之国1亿多年前的梦幻场面。画面整体色调以蓝灰为主，表现幽蓝壮丽的河山、巨大萤紫的星球，游离漂浮的水母、深邃迷人的星空等元素，使整个画面呈现日月轮回的梦幻时空感。壁画采用具有地壳色彩的马赛克进行手工拼剪，展现马门溪龙自在生活的场景。

## 出入口
本站目前开放6个出入口。
|                |                                |                                      |      |
|                |                                |                                      |      |
| 编号           | 设施                           | 指示                                 | 照片 |
| 连通 7号线站厅 |                                |                                      |      |
|                |                                | 十里店公交站                         |      |
| 出口 · B · 2   |                                | 成都理工大学                         |      |
| 出口 · D       | 无障碍电梯 无障碍卫生间 哺乳室 | 罗兰小镇小区                         |      |
| 连通 8号线站厅 |                                |                                      |      |
| 出口 · A · 1   | 无障碍卫生间                   | 成华大道十里店路、二仙桥北二路       |      |
| 出口 · A · 2   | 无障碍卫生间                   | 成华大道十里店路、中环路二仙桥东路段 |      |
| 出口 · E       | 无障碍电梯                     | 成华大道十里店路、成都理工大学       |      |

## 公交换乘
7路；8路；14路；20路；36路；86路；112路；113路；128路；146路；180路。

## 历史
- 2014年11月20日，车站主体结构工程开始打围施工[6][7]；
- 2017年12月6日，车站正式启用[1]。